# Dsmitryj Waljukewitsch
Dmitrij Vaľukevič (belarussisch Дзмітрый Генадзевіч Валюкевіч, Dsmitryj Waljukewitsch, engl. Transkription Dzmitryi Valyukevich; * 31. Mai 1981 in Petrosawodsk, Russische Sowjetrepublik, Sowjetunion) ist ein slowakischer Dreispringer belarussischer Herkunft.
2003 wurde er U23-Europameister und schied bei den Weltmeisterschaften in Paris/Saint-Denis in der Qualifikation aus. Im Jahr darauf wurde er Vierter bei den Hallenweltmeisterschaften in Budapest, kam aber bei den Olympischen Spielen in Athen nicht über die Vorrunde hinaus.
Am 9. März 2005 erhielt er die slowakische Staatsangehörigkeit. Für sein neues Land startend wurde er Zehnter bei den Weltmeisterschaften 2005 in Helsinki. Bei den Europameisterschaften 2006 in Göteborg und bei den Weltmeisterschaften 2007 in Osaka scheiterte er in der ersten Runde. 2008 folgte auf einen fünften Platz bei den Hallenweltmeisterschaften in Valencia ein weiteres Vorrundenaus bei den Olympischen Spielen in Peking.
2009 wurde er Zwölfter bei den Weltmeisterschaften in Berlin, 2010 jeweils Siebter bei den Hallenweltmeisterschaften in Doha und bei den Europameisterschaften in Barcelona.
Sein Vater Gennadi Waljukewitsch war zu Sowjetzeiten ebenfalls ein erfolgreicher Dreispringer. Im September 2010 heiratete Dmitrij Vaľukevič die russische Dreispringerin Wiktorija Gurowa, die im Juni dieses Jahres ihren gemeinsamen Sohn zur Welt brachte.

## Persönliche Bestleistungen
- Weitsprung: 7,86 m, 15. September 2005, Bratislava
  - Halle: 7,60 m, 1. Februar 2004, Moskau
- Dreisprung: 17,57 m, 19. Juli 2003, Bydgoszcz
  - Halle: 17,31 m, 29. Januar 2004, Samara (slowakischer Rekord: 17,19 m, 29. Januar 2006, Bratislava)